# Asphinctopone differens
Asphinctopone differens is een mierensoort uit de onderfamilie van de Ponerinae. De wetenschappelijke naam van de soort is voor het eerst geldig gepubliceerd in 2008 door Bolton & Fisher.